# 661.
◄ | 6. stoljeće | 7. stoljeće | 8. stoljeće | ►
◄ | 630-ih | 640-ih | 650-ih | 660-ih | 670-ih | 680-ih | 690-ih | ►
◄◄ | ◄ | 658. | 659. | 660. | 661. | 662. | 663. | 664. | ► | ►►
Astronomija • Književnost • Kršćanstvo • Pravo • Promet

## Smrti
- Ubijen Ali, četvrti pravedni halifa

## Vanjske poveznice
|  | Zajednički poslužitelj ima još gradiva o temi 661. |